# عماد الحوسني
عماد علي سليمان الحوسني (18 يوليو 1984-)، لاعب كرة قدم عماني معتزل. كان يلعب في نادي فنجاء في دوري المحترفين العماني.

## المسيرة الرياضية
نادي الخابورة
بدأ مسيرته الاحترافية في كرة القدم عام 2003 وانضم إلى نادي الخابورة الرياضي العماني. في دوري المحترفين العماني 2003-2004 شارك بـ 20 مباراة وسجل 11 هدفا.
نادي الرياض
انتقل إلى نادي الرياض السعودي لكرة القدم أحد أندية دوري الدرجة الأولى السعودي، وفي الدوري السعودي الممتاز 2004-05 ، شارك بـ23 مباراة وسجل 10 أهداف.
نادي قطر
انتقل عماد إلى نادي قطر لكرة القدم عام 2005، وهو نادٍ قطري لكرة القدم مقره الدوحة. في دوري نجوم قطر 2005–06 خاض 25 مباراة وسجل 14 هدفًا مما ساعد النادي على أن ينال لقب الوصيف. أيضًا في كأس ولي عهد قطر 2006 شارك بـ 3 مباريات وسجل هدفًا واحدًا وساعد النادي على الفوز بمركز الوصيف. في دوري نجوم قطر 2006-07 خاض 24 مباراة وسجل 11 هدفاً. وفي دوري نجوم قطر 2007-08 خاض 27 مباراة وسجل 12 هدفًا.
نادي الريان
انتقل بعد ذلك إلى نادي آخر رياضي قطري آخر وهو نادي الريان الرياضي. في دوري نجوم قطر 2008-09 خاض 27 مباراة وسجل 11 هدفًا حتى انتهاء عقده في عام 2009.
نادي رويال شارلروا
انتقل عماد إلى نادي كرة القدم البلجيكي رويال شارلروا. لعب 8 مباريات لكنه لم يتمكن من تسجيل هدف واحد. وبانتقاله إلى أوروبا أصبح ثاني لاعب كرة قدم عماني يلعب في أوروبا بعد علي الحبسي.
العودة إلى الريان القطري
في عام 2010 عاد إلى ناديه السابق نادي الريان الرياضي وساعدهم في الفوز بكأس أمير قطر 2010. خاض 8 مباريات وسجل 4 أهداف.
النادي الأهلي السعودي
انتقل عماد إلى النادي الأهلي السعودي. ساعد النادي في الفوز بكأس الملك للأبطال عامي 2011 و 2012 كما ساعد النادي ليكون وصيف دوري أبطال آسيا 2012. سجله الرسمي في الأهلي كان 99 مباراة برصيد 52 هدفا.
نادي النصر
في 22 ديسمبر 2013، وقع عقدًا لمدة ستة أشهر مع نادي النصر السعودي.
نادي صحم
في 8 سبتمبر 2014 وقع عقدًا لمدة عام واحد مع وصيف دوري أبطال الخليج 2014 نادي صحم، وظهر لأول مرة في الدوري العماني للمحترفين وسجل هدفه الأول في 13 سبتمبر 2014 في مباراة فريقه ضد نادي العروبة والتي انتهت بنتيجة 3-0 لصالح نادي صحم.

## الإنجازات

### مع الريان القطري
- كأس أمير قطر (1): 2010

### مع الأهلي السعودي
- كأس الملك (2): 2011، 2012

### مع النصر السعودي
- الدوري السعودي (1): 2014
- كأس ولي العهد (1): 2014

### مع فنجاء العُماني
- كأس السوبر العُماني (1): 2015
- الدوري العُماني (1): 2016

### مع المنتخب العُماني
- كأس الخليج (1): 2009
- بطولة البحرين الدولية (1): 2004
- بطولة عُمان الرباعية الدولية (1): 2008
- بطولة اليمن الدولية (1): 2010

### الفردية
- أفضل لاعب عربي واعد 2004م
- أفضل لاعب خليجي 2004م
- هداف بطولة كأس الخليج السابعة عشر 2004م
- أفضل رياضي في سلطنة عُمان 2005م
- أفضل لاعب أسيوي لشهر يناير 2012م
- حاصل على الكرة البرونزية لجائزة ثالث أفضل لاعب كرة قدم في السعودية لموسم 2011/12م
- أفضل لاعب عربي في الدوريات العربية لموسم 2012/13م

## سجل الأهداف
في شهر يناير 2012، سجل عماد هدفاً أكروباتياً مع فريقه الاهلي السعودي في مباراة من دوري زين السعودي ضد الأنصار. واثار الهدف اعجاب الجماهير والنقاد لحسن تنفيذه، وقد تم عرض الهدف على صفحة صحيفة الأس الأسبانية الشهيرة. كم تم اختياره في بعض المواقع الإلكترونية كأجمل هدف في ذلك الأسبوع على مستوى العالم.وقد اهدى الهدف لعيون بو جمعان لاعب نادي النصر والمنتخب السعودي 

### كأس آسيا 2004
سجل عماد هدفين في مرمى منتخب إيران لكرة القدم، وقد سجل هدفاً بالكعب في مرمى منتخب تايلند لكرة القدم.

### كأس الخليج 2004
سجل هدفين في مرمى منتخب العراق لكرة القدم، وهدفين في مرمى منتخب البحرين لكرة القدم.

### كأس الخليج 2007
سجل هدف في مرمى منتخب الإمارات لكرة القدم، وآخر في مرمى منتخب الكويت لكرة القدم.

### كأس الخليج 2009
سجل هدف في مرمى منتخب العراق لكرة القدم، وآخر في مرمى منتخب قطر

### كأس الخليج 2011
سجل هدفاً في مباراة المنتخب العماني الأولى في خليجي 20 ضد المنتخب البحريني، في مباراة انتهت بالتعادل 1-1.

## روابط خارجية
- عماد الحوسني على موقع الاتحاد الدولي (مؤرشف)  (الإنجليزية)
- عماد الحوسني على موقع قاعدة بيانات كرة القدم.إي يو (الإنجليزية)
- عماد الحوسني على موقع ناشيونال فوتبول تيمز (الإنجليزية)
- عماد الحوسني على موقع Soccerway.com (الإنجليزية)
- عماد الحوسني على موقع كووورة